# Imizu
Imizu (jap. 射水市 Imizu-shi) – miasto w Japonii, w prefekturze Toyama, w środkowej części wyspy Honsiu.

## Położenie
Miasto leży w zachodniej części prefektury nad zatoką Toyama (Morze Japońskie). Imizu graniczy z miastami:
- Toyama
- Takaoka
- Tonami

## Historia
Imizu otrzymało status miasta 1 listopada 2005.